# Knjaževac
Knjaževac (serbocroata cirílico: Књажевац) es un municipio y villa de Serbia perteneciente al distrito de Zaječar.
En 2011 su población era de 31 491 habitantes, de los cuales 18 404 vivían en la villa y el resto en las 85 pedanías del municipio. La gran mayoría de los habitantes del municipio son serbios (29 631 habitantes), con una minoría de gitanos (789 habitantes).
Se ubica sobre la carretera 35, a medio camino entre Zaječar y Niš.

## Pedanías
| - Aldina Reka - Aldinac - Balanovac - Balinac - Balta Berilovac - Banjski Orešac - Beli Potok - Berčinovac - Božinovac - Bulinovac - Bučje - Valevac - Vasilj - Vidovac - Vina | - Vitkovac - Vlaško Polje - Vrtovac - Gabrovnica - Glogovac - Gornja Kamenica - Gornja Sokolovica - Gornje Zuniče - Gradište - Grezna - Debelica - Dejanovac - Donja Kamenica - Donja Sokolovica - Donje Zuniče | - Drvnik - Drenovac - Drečinovac - Žlne - Žukovac - Zorunovac - Zubetinac - Inovo - Jakovac - Jalovik Izvor - Janja - Jelašnica - Kaličina - Kalna - Kandalica | - Koželj - Krenta - Lepena - Lokva - Manjinac - Miljkovac - Minićevo (Kraljevo Selo) - Mučibaba - Novo Korito - Orešac - Ošljane - Papratna - Petruša - Podvis | - Ponor - Potrkanje - Pričevac - Ravna - Ravno Bučje - Radičevac - Rgošte - Repušnica - Svrljiška Topla - Skrobnica - Slatina - Stanjinac - Staro Korito - Stogazovac - Tatrasnica | - Trgovište - Trnovac - Ćuštica - Crvenje - Crni Vrh - Šarbanovac - Šesti Gabar - Štipina - Štitarac - Štrbac - Šuman Topla |

## Clima
| Parámetros climáticos promedio de Knjaževac | Parámetros climáticos promedio de Knjaževac | Parámetros climáticos promedio de Knjaževac | Parámetros climáticos promedio de Knjaževac | Parámetros climáticos promedio de Knjaževac | Parámetros climáticos promedio de Knjaževac | Parámetros climáticos promedio de Knjaževac | Parámetros climáticos promedio de Knjaževac | Parámetros climáticos promedio de Knjaževac | Parámetros climáticos promedio de Knjaževac | Parámetros climáticos promedio de Knjaževac | Parámetros climáticos promedio de Knjaževac | Parámetros climáticos promedio de Knjaževac | Parámetros climáticos promedio de Knjaževac |
| Mes                                         | Ene.                                        | Feb.                                        | Mar.                                        | Abr.                                        | May.                                        | Jun.                                        | Jul.                                        | Ago.                                        | Sep.                                        | Oct.                                        | Nov.                                        | Dic.                                        | Anual                                       |
| ------------------------------------------- | ------------------------------------------- | ------------------------------------------- | ------------------------------------------- | ------------------------------------------- | ------------------------------------------- | ------------------------------------------- | ------------------------------------------- | ------------------------------------------- | ------------------------------------------- | ------------------------------------------- | ------------------------------------------- | ------------------------------------------- | ------------------------------------------- |
| Temp. máx. media (°C)                       | 3.4                                         | 5.9                                         | 11.7                                        | 16.9                                        | 21.8                                        | 25.2                                        | 27.7                                        | 27.8                                        | 24.1                                        | 17.7                                        | 9.4                                         | 4.7                                         | 16.4                                        |
| Temp. media (°C)                            | 0.1                                         | 2.2                                         | 6.7                                         | 11.2                                        | 15.9                                        | 19.1                                        | 21.1                                        | 21.0                                        | 17.4                                        | 12.2                                        | 5.6                                         | 1.8                                         | 11.2                                        |
| Temp. mín. media (°C)                       | -3.2                                        | -1.5                                        | 1.8                                         | 5.6                                         | 10.1                                        | 13.1                                        | 14.5                                        | 14.2                                        | 10.7                                        | 6.7                                         | 1.9                                         | -1.0                                        | 6.1                                         |
| Precipitación total (mm)                    | 41                                          | 41                                          | 42                                          | 50                                          | 69                                          | 70                                          | 53                                          | 44                                          | 44                                          | 42                                          | 55                                          | 54                                          | 605                                         |
| Fuente: Climate-Data.org                    |                                             |                                             |                                             |                                             |                                             |                                             |                                             |                                             |                                             |                                             |                                             |                                             |                                             |